# وینتروپ (مین)
وینتروپ (به انگلیسی: Winthrop) یک منطقهٔ مسکونی در ایالات متحده آمریکا است که در شهرستان کنبک، مین واقع شده‌است. وینتروپ ۹۸٫۱۶ کیلومتر مربع مساحت و ۶٬۰۹۲ نفر جمعیت دارد.